# Mistrzostwa Polski w Biathlonie 2017
50. Mistrzostwa Polski w biathlonie odbyły się pomiędzy 27–29 grudnia 2016 roku w Kościelisku (sztafeta mieszana, pojedyncza sztafeta mieszana i sprint) oraz pomiędzy 22–23 marca 2017 w Jakuszycach (biegi ze startu wspólnego i pościgowe). Biathloniści i biathlonistki rywalizowali w 5 konkurencjach.

## Mężczyźni

### Sprint
- Dystans: 10 km
- Data: 29 grudnia 2016
- Wyniki[1]:

| Medal  | Zawodnik               | Klub                             | Strzelanie | Wynik   | Strata  |
| ------ | ---------------------- | -------------------------------- | ---------- | ------- | ------- |
| złoto  | Grzegorz Guzik         | BLKS Żywiec                      | 0+2        | 27:01,9 | –       |
| srebro | Łukasz Szczurek        | BKS WP-Kościelisko               | 1+0        | 27:25,9 | +24,0   |
| brąz   | Andrzej Nędza-Kubiniec | BKS WP-Kościelisko               | 2+0        | 27:36,0 | +34,1   |
| 4.     | Rafał Penar            | AZS-AWF Katowice                 | 0+2        | 28:08,1 | +1:06,2 |
| 5.     | Mateusz Janik          | AZS AWF Wrocław                  | 1+2        | 28:08,2 | +1:06,3 |
| 6.     | Tomasz Jakieła         | BKS WP Kościelisko /SMS Zakopane | 2+1        | 28:11,6 | +1:09,7 |
| 7.     | Tomasz Zięba           | BKS WP Kościelisko /SMS Zakopane | 1+2        | 28:18,6 | +1:16,7 |
| 8.     | Marcin Szwajnos        | BKS WP Kościelisko /SMS Zakopane | 1+1        | 29:10,9 | +2:09,0 |
| 9.     | Tadeusz Nędza-Kubiniec | BKS WP Kościelisko /SMS Zakopane | 1+0        | 29:11,5 | +2:09,6 |
| 10.    | Wojciech Skorusa       | BKS WP Kościelisko /SMS Zakopane | 1+1        | 29:16,9 | +2:15,0 |

### Bieg ze startu wspólnego
- Dystans: 15 km
- Data: 22 marca 2017
- Wyniki:

| Medal  | Zawodnik               | Klub                                    | Strzelanie | Wynik | Strata |
| ------ | ---------------------- | --------------------------------------- | ---------- | ----- | ------ |
| złoto  | Łukasz Szczurek        | BKS WP-Kościelisko                      |            |       | –      |
| srebro | Grzegorz Guzik         | BLKS Żywiec                             |            |       |        |
| brąz   | Mateusz Janik          | AZS AWF Wrocław                         |            |       |        |
| 4.     | Andrzej Nędza-Kubiniec | BKS WP-Kościelisko                      |            |       |        |
| 5.     | Rafał Penar            | AZS AWF Katowice                        |            |       |        |
| 6.     | Tadeusz Nędza-Kubiniec | BKS WP-Kościelisko/SMS Zakopane         |            |       |        |
| 7.     | Norbert Leszczyński    | MKS Duszniki Zdrój/SMS Duszniki Zdrój   |            |       |        |
| 8.     | Wojciech Filip         | UKN Melafir Czarny Bór/BOSSM Czarny Bór |            |       |        |
| 9.     | Bartłomiej Filip       | AZS AWF Wrocław                         |            |       |        |
| 10.    | Tomasz Zięba           | BKS WP-Kościelisko/SMS Zakopane         |            |       |        |

### Bieg pościgowy
- Dystans: 12,5 km
- Data: 23 marca 2017
- Wyniki:

| Medal  | Zawodnik               | Klub                                    | Strzelanie | Wynik | Strata |
| ------ | ---------------------- | --------------------------------------- | ---------- | ----- | ------ |
| złoto  | Grzegorz Guzik         | BLKS Żywiec                             |            |       | –      |
| srebro | Łukasz Szczurek        | BKS WP-Kościelisko                      |            |       |        |
| brąz   | Andrzej Nędza-Kubiniec | BKS WP-Kościelisko                      |            |       |        |
| 4.     | Tomasz Jurczak         | AZS AWF Wrocław                         |            |       |        |
| 5.     | Mateusz Janik          | AZS AWF Wrocław                         |            |       |        |
| 6.     | Wojciech Filip         | UKN Melafir Czarny Bór/BOSSM Czarny Bór |            |       |        |
| 7.     | Rafał Penar            | AZS AWF Katowice                        |            |       |        |
| 8.     | Marcin Szwajnos        | BKS WP-Kościelsko/SMS Zakopane          |            |       |        |
| 9.     | Bartłomiej Filip       | AZS AWF Wrocław                         |            |       |        |
| 10.    | Przemysław Pancerz     | AZS AWF Wrocław                         |            |       |        |

## Kobiety

### Sprint
- Dystans: 7,5 km
- Data: 29 grudnia 2016
- Wyniki[1]:

| Medal  | Zawodnik          | Klub                             | Strzelanie | Wynik   | Strata  |
| ------ | ----------------- | -------------------------------- | ---------- | ------- | ------- |
| złoto  | Monika Hojnisz    | AZS-AWF Katowice                 | 0+1        | 22:28,0 | –       |
| srebro | Anna Mąka         | BKS WP-Kościelisko               | 0+0        | 22:45,7 | +17,7   |
| brąz   | Krystyna Guzik    | AZS-AWF Katowice                 | 1+1        | 23:17,4 | +49,4   |
| 4.     | Kinga Mitoraj     | BKS WP-Kościelisko /SMS Zakopane | 1+1        | 23:53,9 | +1:25,9 |
| 5.     | Magdalena Gwizdoń | BLKS Żywiec                      | 2+1        | 24:02,0 | +1:34,0 |
| 6.     | Kamila Żuk        | AZS-AWF Katowice                 | 1+1        | 25:09,7 | +2:41,7 |
| 7.     | Joanna Jakieła    | BKS WP Kościelisko /SMS Zakopane | 2+1        | 25:22,9 | +2:54,9 |
| 8.     | Karolina Pitoń    | BKS WP Kościelisko               | 2+3        | 25:53,8 | +3:25,8 |
| 9.     | Kamila Cichoń     | IKN GÓRNIK Iwonicz-Zdrój         | 2+1        | 26:18,5 | +3:50,5 |
| 10.    | Klaudia Cichoń    | IKN GÓRNIK Iwonicz-Zdrój         | 1+1        | 26:19,1 | +3:51,1 |

### Bieg ze startu wspólnego
- Dystans: 12,5 km
- Data: 22 marca 2017
- Wyniki:

| Medal  | Zawodnik            | Klub                            | Strzelanie | Wynik | Strata |
| ------ | ------------------- | ------------------------------- | ---------- | ----- | ------ |
| złoto  | Monika Hojnisz      | AZS AWF Katowice                |            |       | –      |
| srebro | Magdalena Gwizdoń   | BLKS Żywiec                     |            |       |        |
| brąz   | Weronika Nowakowska | AZS AWF Katowice                |            |       |        |
| 4.     | Kamila Żuk          | AZS AWF Katowice                |            |       |        |
| 5.     | Kinga Mitoraj       | BKS WP-Kościelisko/SMS Zakopane |            |       |        |
| 6.     | Karolina Trzaska    | AZS AWF Wrocław                 |            |       |        |
| 7.     | Karolina Pitoń      | BKS WP-Kościelisko              |            |       |        |
| 8.     | Anna Mąka           | BKS WP-Kościelisko              |            |       |        |
| 9.     | Joanna Jakieła      | BKS WP-Kościelisko/SMS Zakopane |            |       |        |
| 10.    | Patrycja Hojnisz    | AZS AWF Katowice                |            |       |        |

### Bieg pościgowy
- Dystans: 10 km
- Data: 23 marca 2017
- Wyniki:

| Medal  | Zawodnik            | Klub                                              | Strzelanie | Wynik | Strata |
| ------ | ------------------- | ------------------------------------------------- | ---------- | ----- | ------ |
| złoto  | Kamila Żuk          | AZS AWF Katowice                                  |            |       | –      |
| srebro | Monika Hojnisz      | AZS AWF Katowice                                  |            |       |        |
| brąz   | Anna Mąka           | BKS WP-Kościelisko                                |            |       |        |
| 4.     | Joanna Jakieła      | BKS WP-Kościelsko/SMS Zakopane                    |            |       |        |
| 5.     | Magdalena Gwizdoń   | BLKS Żywiec                                       |            |       |        |
| 6.     | Weronika Nowakowska | AZS AWF Katowice                                  |            |       |        |
| 7.     | Kinga Mitoraj       | BKS WP-Kościelsko/SMS Zakopane                    |            |       |        |
| 8.     | Karolina Trzaska    | AZS AWF Wrocław                                   |            |       |        |
| 9.     | Patrycja Rutecka    | MKS Karkonosze Jelenia Góra /SMS Szklarska Poręba |            |       |        |
| 10.    | Magda Pichura       | BKS WP-Kościelsko/SMS Zakopane                    |            |       |        |

## Sztafety

### Sztafeta mieszana
- Data: 28 grudnia 2016
- Wyniki[2]:

| Medal  | Zawodnicy                      | Klub                                                                         | Strzelanie | Wynik       | Strata   |
| ------ | ------------------------------ | ---------------------------------------------------------------------------- | ---------- | ----------- | -------- |
| złoto  | BKS WP-Kościelisko             | Kinga Mitoraj, Karolina Pitoń, Tomasz Jakieła, Łukasz Szczurek               | 0+8        | 1:30:17,2   | –        |
| srebro | AZS-AWF Katowice               | Krystyna Guzik, Kamila Żuk, Szymon Kaczyński, Marcin Piasecki                | 2+11       | 1:34:02,5   | +3:45,3  |
| brąz   | BKS WP-Kościelisko II          | Natalia Tomaszewska, Joanna Jakieła, Tadeusz Nędza-Kubiniec, Marcin Szwajnos | 2+11       | 1:35:29,4   | +5:12,2  |
| 4.     | BKS WP-Kościelisko III         | Magda Piczura, Paulina Pawliczek, Wojciech Skorusa, Michał Neumann           | 11+17      | 1:44:49,9   | +14:32,7 |
| 5.     | IKN Górnik Iwonicz-Zdrój       | Kamila Cichoń, Klaudia Cichoń, Michał Szwast, Michał Krzanowski              | 10+15      | 1:45:38,4   | +15:21,2 |
| LAP    | UKS Lider Katowice             | Daria Gembicka, Wiktoria Smakosz, Jakub Grudzień, Mateusz Pietrucha          | (8+21)     | (1:24:03,7) | –        |
| LAP    | MKS Karkonosze Jelenia Góra II | Klaudia Wójcik, Milena Wojnar, Mikołaj Miś, Dominik Michaliski               | (14+18)    | (1:26:33,4) | –        |
| DSQ    | MKS Karkonosze Jelenia Góra    | Marcelina Badacz, Klaudia Szpak, Dawid Woźniak, Łukasz Jedziniak             |            |             | –        |

### Pojedyncza sztafeta mieszana
- Data: 28 grudnia 2016
- Wyniki[2]:

| Medal  | Zawodnicy                      | Klub                                | Strzelanie | Wynik     | Strata   |
| ------ | ------------------------------ | ----------------------------------- | ---------- | --------- | -------- |
| złoto  | BLKS Żywiec                    | Magdalena Gwizdoń Grzegorz Guzik    | 1+9        | 51:26,3   | –        |
| srebro | BKS WP-Kościelisko             | Anna Mąka Andrzej Nędza-Kubiniec    | 4+14       | 54:11,3   | +2:45,0  |
| brąz   | AZS-AWF Katowice               | Monika Hojnisz Rafał Penar          | 7+13       | 57:46,4   | +6:20,1  |
| 4.     | AZS AWF Wrocław                | Karolina Trzaska Mateusz Janik      | 6+18       | 1:01:18,7 | +9:52,4  |
| 5.     | MKS Karkonosze Jelenia Góra    | Patrycja Rutecka Kacper Bergański   | 6+17       | 1:02:00,5 | +10:34,2 |
| 6.     | PKO Harpagan Gdańsk            | Joanna Koniuszy Artur Żebrowski     | 6+22       | 1:09:26,8 | +18:00,5 |
| 7.     | MKS Karkonosze Jelenia Góra II | Natalia Gruchała Robert Szczepaniak | 13+21      | 1:22:33,4 | +31:07,1 |